# Разуваєв Володимир Миколайович
Володимир Миколайович Разуваєв (15 січня 1900, село Алєксєєвка Щигровського повіту Курської губернії, тепер Курської області, Російська Федерація — 5 серпня 1980, місто Москва, Російська Федерація) — радянський військовий діяч, надзвичайний і повноважний посол СРСР у КНДР, генерал-лейтенант (31.10.1944). Депутат Верховної Ради СРСР 2-го скликання.

## Життєпис
Народився в селянській родині.
У Червоній Армії з 1921 року, служив червоноармійцем загороджувального загону.
Член РКП(б) з 1924 року.
Перебував на командних посадах у Червоній армії. У 1934 році закінчив Військову академію імені Фрунзе, у 1939 році — Військову академію Генерального Штабу.
У 1939—1940 роках, під час радянсько-фінської війни, служив начальником штабу 9-ї армії.
У 1940—1941 роках — заступник начальника штабу Закавказького військового округу.
З 1941 року — заступник начальника штабу Закавказького фронту.
З березня до жовтня 1942 року — начальник оперативного відділу — заступник начальника штабу Кримського фронту; начальник оперативного відділу — заступник начальника штабу Північно-Кавказького фронту; начальник оперативного відділу — заступник начальника штабу Чорноморської групи військ.
У жовтні 1942 — січні 1943 року — начальник штабу 37-ї армії. У січні — квітні 1943 року — начальник штабу 44-ї армії. У квітні — серпні 1943 року — начальник штабу 2-ї гвардійської армії. У серпні — листопаді 1943 року — начальник штабу 44-ї армії. У листопаді 1943 — лютому 1944 року — заступник командувача 28-ї армії. У лютому 1944 — січень 1945 року — заступник командувача 51-ї армії. У січні — липні 1945 року — командувач 1-ї ударної армії.
9 липня 1945 — 4 лютого 1946 року — командувач військ Мінського військового округу.
У липні 1946 — 1950 року — 1-й заступник головного військового інспектора Збройних сил СРСР.
14 грудня 1950 — 31 липня 1953 року — надзвичайний і повноважний посол СРСР у Корейській Народно-Демократичній Республіці, одночасно — головний військовий радник при головнокомандувачі Корейської народної армії.
У жовтні 1954 — жовтні 1956 року — начальник штабу Військ протиповітряної оборони СРСР.
У жовтні 1956 — вересень 1968 року — начальник кафедри ППО Військової академії Генерального штабу.
З вересня 1968 року — у відставці.
Помер 5 серпня 1980 року в Москві. Похований в Тбілісі, звідки родом була його дружина.

## Військові звання
- Полковник
- Генерал-майор (13.05.1942)
- Генерал-лейтенант (31.10.1944)

## Нагороди
- орден Леніна (6.05.1946)
- п'ять орденів Червоного Прапора (13.12.1942, 4.01.1943, 3.11.1944, 17.05.1951, 27.12.1951)
- орден Суворова І ступеня (16.05.1944)
- орден Суворова ІІ ступеня (29.06.1945)
- орден Кутузова ІІ ступеня (2.10.1943)
- три ордени Червоної Зірки (21.05.1940, 22.02.1968, 15.01.1980)
- орден Державного прапора КНДР
- орден Свободи та Незалежності КНДР
- медаль «Китайсько-радянської дружби»
- медаль «За оборону Севастополя»
- медаль «За оборону Кавказу»
- медаль «За перемогу над Німеччиною у Великій Вітчизняній війні 1941—1945 рр.»
- медалі